# Il vampiro del mare (romanzo)
Il vampiro del mare (The Tide Went Out) è un romanzo dello scrittore inglese Charles Eric Maine pubblicato nel 1958, appartenente al filone della fantascienza apocalittica.

## Storia editoriale
Il romanzo uscì nel 1958 in edizione rilegata per la casa editrice inglese Hodder & Stoughton con il titolo The Tide Went Out e fu pubblicato nel luglio dello stesso anno negli Stati Uniti sulla rivista Amazing Stories con il titolo The Waters Under the Earth. Nel 1977 fu ripubblicato in una versione rivisitata con il titolo Thirst! (in inglese, letteralmente, "sete"), l'anno dopo l'eccezionale ondata di caldo del 1976 che in Inghilterra causò un'epocale siccità.

## Trama
(Charles Eric Maine, Il vampiro del mare)
Un esperimento nucleare condotto dagli Stati Uniti e dall'Inghilterra nell'Oceano Pacifico fa esplodere tre bombe H al largo delle isole Kaluiki, la terza delle quali di progetto innovativo e di eccezionale potenza. Philip "Phil" Wade è il direttore di un settimanale inglese, l'Outlook, e ha scritto un articolo che mette in relazione l'abbassamento del livello del mare, misurato con preoccupazione, e l'intensificarsi di terremoti in tutto il mondo, con gli esperimenti nucleari. La rivista però viene ritirata dalle edicole e l'articolo di Philip sostituito. L'editore Walter Stenninger informa il giornalista che la censura era stata imposta dal governo inglese e che l'articolo di Philip aveva acceso l'interesse nei suoi confronti da parte del dirigente dei servizi segreti, sir Hubert Piercey. Dopo poco Stenninger vende la rivista e si trasferisce in Canada.
Sotto l'egida delle Nazioni Unite gli Stati mondiali si sono coordinati per filtrare le informazioni sugli eventi in atto attraverso una colossale attività di disinformazione; sir Hubert Piercey contatta Philip chiedendogli di lavorare per i servizi segreti e, per assicurarsene la collaborazione, fa pressioni sul nuovo proprietario dell'Outlook affinché lo renda disponibile immediatamente. Non appena ricoperto il nuovo incarico Philip ha accesso alle informazioni non ancora sottoposte a censura e si rende conto della catastrofe in corso: le bombe hanno aperto una gigantesca falda nel fondale dell'Oceano Pacifico, da cui l'acqua marina defluisce verso il sottosuolo. Pochi porti nel mondo sono ancora agibili, le comunicazioni marittime sono ovunque interrotte, la legge marziale è in vigore in molte nazioni. I terremoti stravolgono la crosta terrestre e una falda si è aperta anche nei fondali dell'Oceano Atlantico. Per consentire al proprio personale di dedicarsi completamente al lavoro assegnatogli, le famiglie dei dipendenti governativi sono state trasferite con urgenza in rifugi allestiti nelle regioni polari. Anche la moglie di Philip e il figlio di otto anni sono stati evacuati da Londra e trasferiti nel rifugio in Artide.
Proseguendo l'attività di censura Philip si rende conto che il proposito del governo non è quello di salvaguardare la popolazione dal panico o di trovare una rapida soluzione alla siccità, ma piuttosto quella di impedire che i cittadini si rendano conto dell'ineluttabilità della catastrofe, consentendo così ai pochi eletti, scelti tra le personalità più potenti, di mettersi in salvo nei rifugi allestiti nel frattempo. La situazione, nonostante gli sforzi e il razionamento imposto, precipita, facendo piombare in pochi giorni l'umanità nella barbarie. Philip, nonostante reputi il piano eticamente scorretto, continua nel suo lavoro con rinnovato impegno, convinto che la sua opera sarà ricompensata con un posto in Artide nei rifugi e accettando di buon grado i benefici concessi ai dipendenti del governo. Dopo alcuni giorni l'uomo rimane vittima di un agguato e, ferito, viene ricoverato per dieci giorni in ospedale.
Dimesso, si getta a capofitto nel lavoro mentre la situazione in Inghilterra e nel mondo volge al peggio a danno della popolazione, da una parte vittima di saccheggi, bande armate, epidemie, e dall'altra sottoposta a legge marziale ed esecuzioni di massa. Philip nel frattempo stringe rapporti sentimentali con la segretaria Susan Vance, figlia di un potente governativo già in salvo in Artide e scelta nei servizi segreti per la sua posizione privilegiata. I responsabili delle istituzioni vivono da tempo al riparo in un hotel blindato e protetto dalle forze armate e, mentre fuori la civiltà si disgrega, i pochi privilegiati sopravvivono tra gli agi pur sospettando che la promessa di un'evacuazione nelle zone artiche, molto probabilmente, non sarà mantenuta. Durante un sopralluogo esterno l'elicottero con a bordo Philip e Susan precipita. La donna muore e l'uomo si risveglia in una fossa comune, ricoperto da cadaveri.
Tornato fortunosamente alla sede dei servizi segreti la trova evacuata. Con difficoltà riesce a raggiungere l'aeroporto e, dopo aver sterminato, con l'aiuto di truppe di disertori, donne e bambini in attesa di imbarcarsi sull'ultimo volo per l'Artide, si impossessa dell'aereo e, grazie alle sue esperienze di volo nelle forze armate, decolla lasciando a terra anche gli improvvisati alleati. La speranza di raggiungere la famiglia si infrange alcune ore dopo quando l'aereo viene abbattuto dalla contraerea a protezione dei rifugi. La famiglia, sopravvissuta in Artide lo crede un eroe, non sospettando della metamorfosi vissuta dell'uomo, abbandonatosi alla barbarie prima di morire.

## Personaggi
Philip "Phil" WadeIl giornalista protagonista del romanzo. Direttore del settimanale Outlook. Sposato con un figlio di otto anni, Dave, ha con la moglie Janet un rapporto conflittuale, strascico di una precedente infedeltà coniugale dell'uomo. Viene ingaggiato dai servizi segreti inglesi per avviare un'attività di disinformazione sui catastrofici avvenimenti.
Pete WillisVicedirettore dell'Outlook.
Sir Hubert PierceyDirigente dell'"International Bureau of Information" dei servizi segreti inglesi, responsabile per le attività di disinformazione condotte dietro ordine del governo.
Walter StenningerPresidente della Stenninger Press, il proprietario della rivista Outlook.
Shirley SyeVedova quarantaduenne, redattrice di moda della rivista Outlook e responsabile del settore femminile del giornale. Grande amica di Philip.
HoltzPresidente della "Consolidated Press", nuovo proprietario della rivista Outlook.
Colonnello BrindleDiretto superiore di Philip Wade, membro dei servizi segreti.
Maggiore CareyCollega di Wade nei servizi segreti, di animo generoso, muore a causa del colera contratto mentre aiutava la popolazione.
Capitano PattenCollega di Wade, scioccato dalla morte del maggiore Carey, afflitto dai sensi di colpa per non essersi prodigato a sufficienza per il prossimo, si suicida.
Susan "Sue" VanceImpiegata nei servizi segreti e collega di Philip. Figlia di un importante uomo di governo.

## Edizioni
- (EN) Charles Eric Maine, The Tide Went Out, 1ª ed., Hodder & Stoughton, 1958,  p. 190.
- Charles Eric Maine, Il vampiro del mare, Collana Urania n. 203, Mondadori, 1959,  p. 128.
- Charles Eric Maine, Il vampiro del mare, Collana Urania n. 513, Mondadori, 1969,  p. 168.
- Charles Eric Maine, Il vampiro del mare, Oscar Mondadori n. 706, Mondadori, 1976,  p. 148.
- (EN) Charles Eric Maine, Thirst!, Sphere, 1977,  p. 187, ISBN 0-7221-5720-7.